# Yelawolf

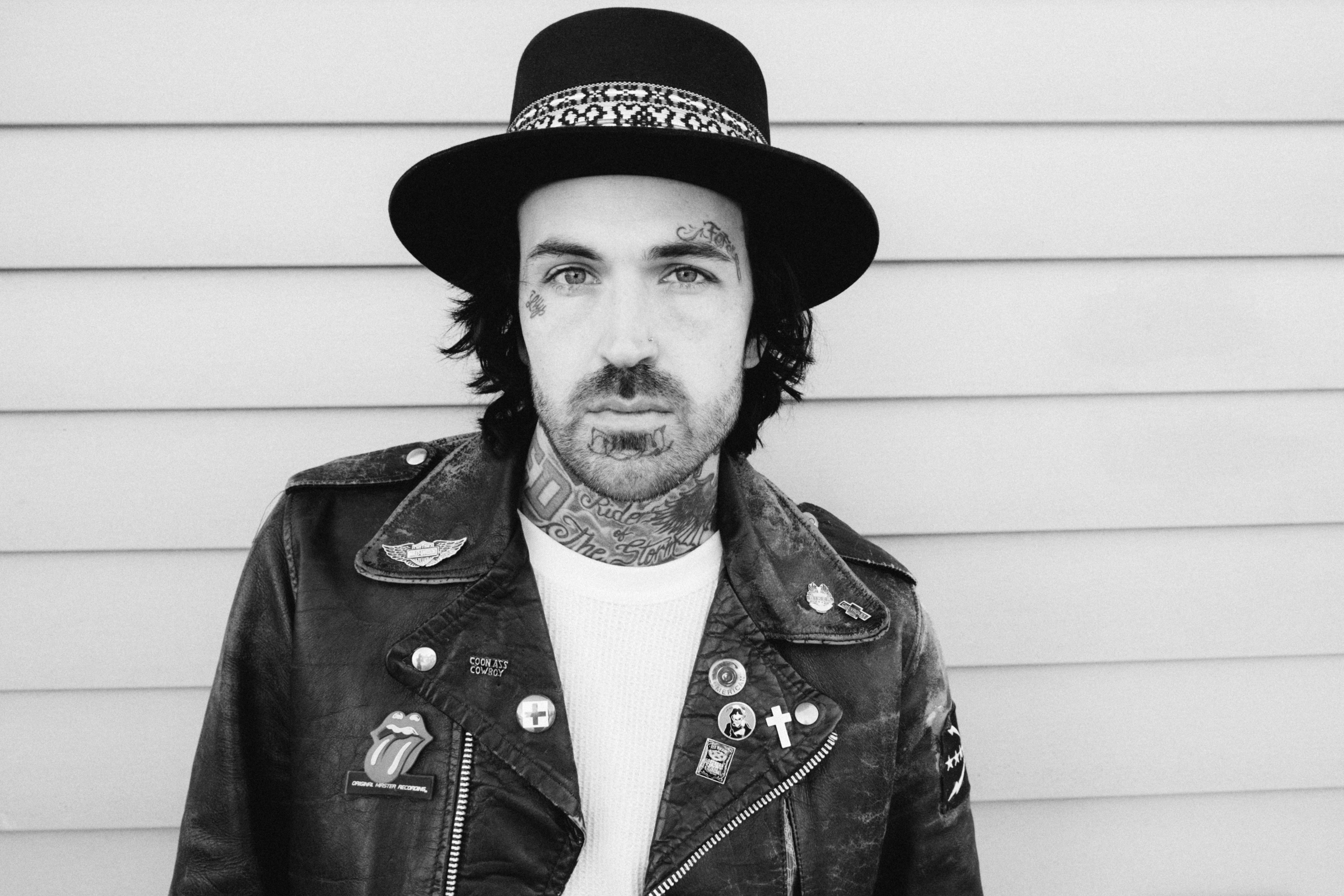
Yelawolf (2015)

Yelawolf (* 30. Dezember 1979 in Gadsden, Alabama als Michael Wayne Atha) ist ein US-amerikanischer Rapper. Er stand von Anfang 2011 bis März 2019 bei Eminems Label Shady Records unter Vertrag.

## Leben

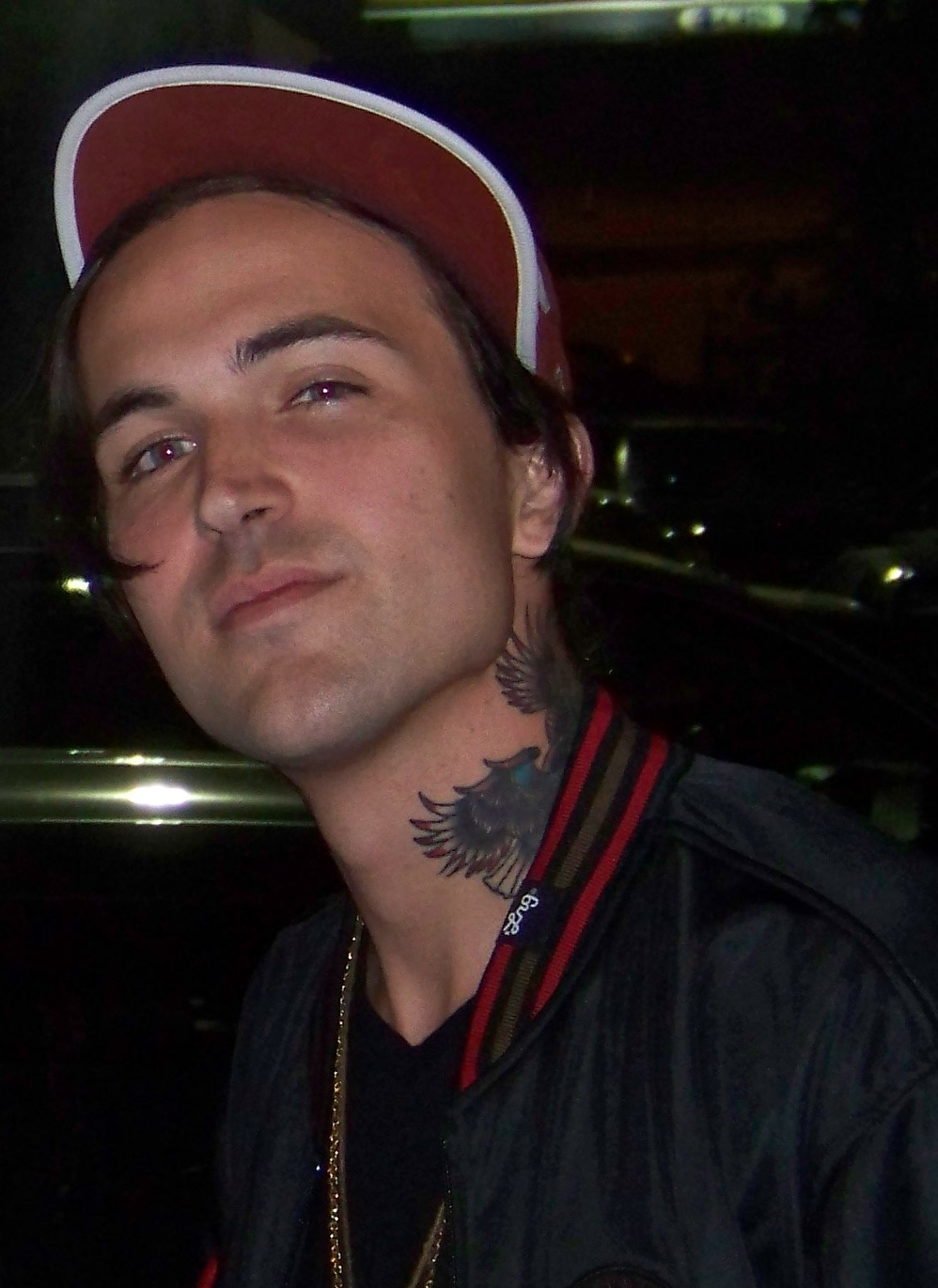
Yelawolf (2008)

Yelawolf ist europäischer Abstammung. Ein Teil seiner Vorfahren waren zudem Cherokee-Indianer. In seiner Kindheit zog er oft um und musste demzufolge häufig die Schule wechseln. Zu den Städten, in denen er während seiner Kindheit und Jugend lebte, gehören Baton Rouge, Antioch (Tennessee), Gainesville und Atlanta. Er zog somit quer durch die Vereinigten Staaten und wurde von verschiedenen Kulturen beeinflusst. Am College in Gadsden erlangte er schließlich seine Hochschulreife und sein Stiefvater schenkte ihm ein Auto, mit dem er nach Berkeley übersiedelte, um eine Karriere als Profi-Skateboarder zu beginnen. Nach mehreren Verletzungen entschied er sich, ins Musikgeschäft einzusteigen.
Yelawolf besitzt sehr viele Tattoos mit unterschiedlichen Motiven. Zum Beispiel ziert ein Wels seinen linken Arm, dem er seinen Spitznamen „Catfish Billy“ verdankt. Des Weiteren hat er Porträts von Michael Landon und John Wayne auf dem rechten Arm, diese waren Lieblings-Schauspieler seiner Mutter und nach ihnen ist er benannt. Auf seinem Hals ist außerdem ein RED Tattoo mit einem Revolver, welches „redneck“ bedeutet.
Er ist seit September 2019 mit der kanadischen Sängerin Fefe Dobson verheiratet.

## Karriere

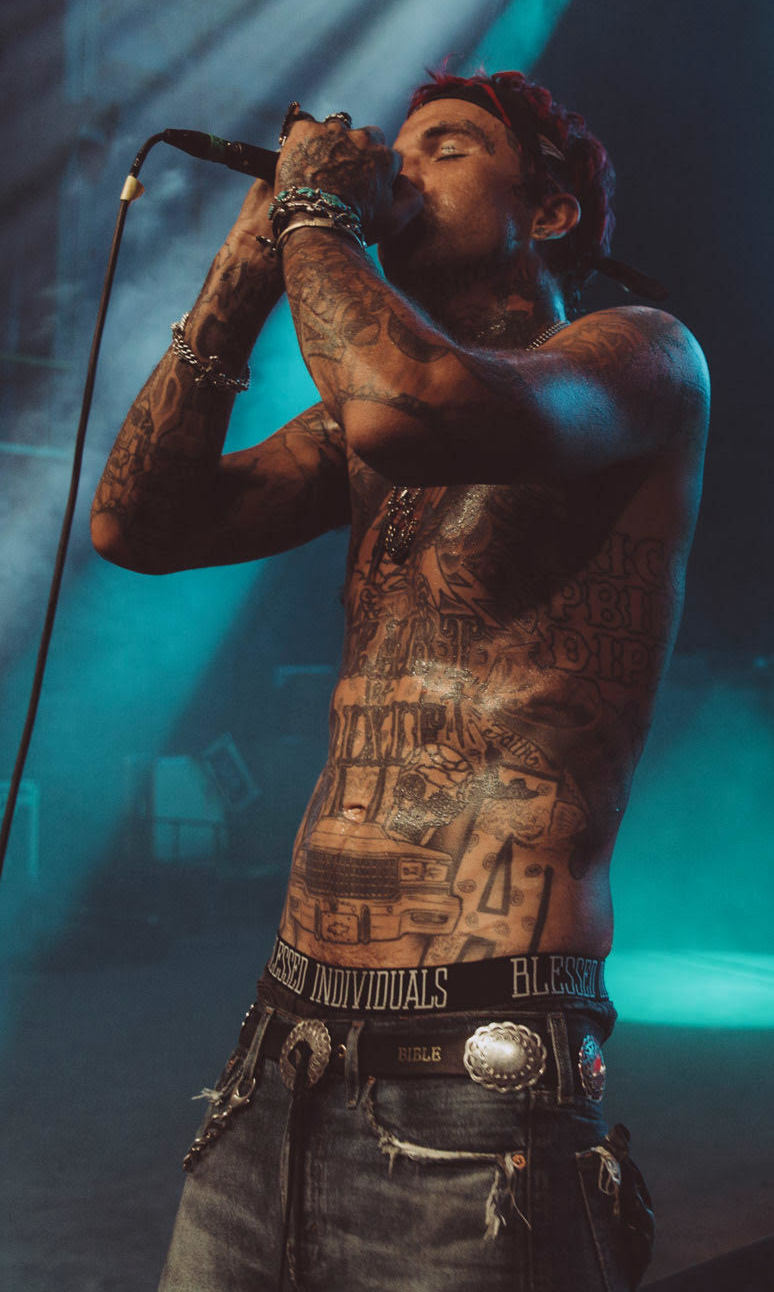
Yelawolf bei einem Auftritt (2019)

Nachdem Yelawolf 2005 sein erstes Soloalbum Creek Water veröffentlichte, unterschrieb er 2007 einen Vertrag bei Columbia Records, trennte sich jedoch noch im gleichen Jahr wieder vom Label. Es folgten eine EP und mehrere Mixtapes bei Untergrund-Labels, bevor er 2009/2010 durch Gastauftritte auf Alben der Rapper Bizarre, Juelz Santana, Big Boi und Paul Wall auf sich aufmerksam machen konnte.
Die EP Trunk Muzik 0-60, die am 22. November 2010 erschien, war seine erste Veröffentlichung in Zusammenarbeit mit dem Major-Label Interscope Records. Anfang 2011 nahm ihn der Rapper Eminem bei seinem Label Shady Records unter Vertrag, über das am 21. November des gleichen Jahres sein zweites Soloalbum Radioactive erschien. Mit dem Album erreichte er erstmals die US-Charts und belegte Platz 27.
Am 21. April 2015 wurde Yelawolfs drittes Soloalbum Love Story ebenfalls über Shady Records veröffentlicht. Das Album, das die Musikgenres Rap und Country verknüpft, wurde sein bisher kommerziell größter Erfolg. So erreichte es Platz 3 der US-amerikanischen Charts und erhielt für mehr als 500.000 Verkäufe in den Vereinigten Staaten eine Goldene Schallplatte. Auch in die deutschen Charts konnte das Album auf Rang 51 einsteigen.
Yelawolfs viertes Soloalbum Trial by Fire erschien am 27. Oktober 2017. Es konnte nicht an den kommerziellen Erfolg des Vorgängers anknüpfen und belegte lediglich Rang 42 der US-Charts.
Am 29. März 2019 erschien Yelawolfs fünftes Soloalbum Trunk Muzik 3, das seine letzte Veröffentlichung über Shady Records ist. Noch im selben Jahr wurde am 1. November das sechste Studioalbum Ghetto Cowboy veröffentlicht.
Im Jahr 2021 veröffentlichte Yelawolf mehrere Kollaboalben sowie sein siebtes Soloalbum Mud Mouth. 2024 folgte sein achtes Soloalbum War Story.

## Diskografie

### Studioalben
| Jahr | Titel         | Höchstplatzierung, Gesamtwochen, AuszeichnungChartplatzierungen (Jahr, Titel, Platzierungen, Wochen, Auszeichnungen, Anmerkungen) | Höchstplatzierung, Gesamtwochen, AuszeichnungChartplatzierungen (Jahr, Titel, Platzierungen, Wochen, Auszeichnungen, Anmerkungen) | Höchstplatzierung, Gesamtwochen, AuszeichnungChartplatzierungen (Jahr, Titel, Platzierungen, Wochen, Auszeichnungen, Anmerkungen) | Höchstplatzierung, Gesamtwochen, AuszeichnungChartplatzierungen (Jahr, Titel, Platzierungen, Wochen, Auszeichnungen, Anmerkungen) | Höchstplatzierung, Gesamtwochen, AuszeichnungChartplatzierungen (Jahr, Titel, Platzierungen, Wochen, Auszeichnungen, Anmerkungen) | Anmerkungen                                              |
| Jahr | Titel         | DE | AT | CH | UK | US | Anmerkungen                                              |
| ---- | ------------- | --- | --- | --- | --- | --- | -------------------------------------------------------- |
| 2005 | Creek Water   | — | — | — | — | — | Erstveröffentlichung: 23. Juni 2005                      |
| 2011 | Radioactive   | — | — | CH91 (1 Wo.)CH | — | US27 (16 Wo.)US | Erstveröffentlichung: 21. November 2011                  |
| 2015 | Love Story    | DE51 (2 Wo.)DE | AT39 (1 Wo.)AT | CH13 (3 Wo.)CH | UK25 (2 Wo.)UK | US3 Gold · (12 Wo.)US | Erstveröffentlichung: 21. April 2015 Verkäufe: + 515.000 |
| 2017 | Trial by Fire | — | — | CH76 (1 Wo.)CH | — | US42 (1 Wo.)US | Erstveröffentlichung: 27. Oktober 2017                   |
| 2019 | Trunk Muzik 3 | — | — | CH60 (1 Wo.)CH | — | US28 (1 Wo.)US | Erstveröffentlichung: 29. März 2019                      |
| 2019 | Ghetto Cowboy | — | — | — | — | US76 (1 Wo.)US | Erstveröffentlichung: 1. November 2019                   |
| 2021 | Mud Mouth     | — | — | — | — | — | Erstveröffentlichung: 30. April 2021                     |
| 2024 | War Story     | — | — | — | — | — | Erstveröffentlichung: 7. Juni 2024                       |

### Kollaboalben
| Jahr | Titel        | Höchstplatzierung, Gesamtwochen, AuszeichnungChartsChartplatzierungen (Jahr, Titel, Platzierungen, Wochen, Auszeichnungen, Anmerkungen) | Anmerkungen                                               |
| Jahr | Titel        | US | Anmerkungen                                               |
| ---- | ------------ | --- | --------------------------------------------------------- |
| 2012 | Psycho White | US50 (1 Wo.)US | Erstveröffentlichung: 13. November 2012 mit Travis Barker |

Weitere Kollaboalben
- 2012: The Slumdon Bridge (mit Ed Sheeran)
- 2021: Blacksheep (mit Caskey)
- 2021: Turquoise Tornado (mit Riff Raff)
- 2021: Slumafia (mit DJ Paul)
- 2021: Mile Zero (mit DJ Muggs)
- 2022: Sometimes Y (mit Shooter Jennings)
- 2025: Whiskey & Roses (mit J. Michael Phillips)

### Mixtapes
- 2007: Ball of Flames: The Ballad of Slick Rick E. Bobby
- 2008: Stereo
- 2010: Trunk Muzik
- 2012: Heart of Dixie
- 2013: Trunk Muzik Returns
- 2013: Black Fall
- 2016: Hotel

### EPs
- 2008: Arena Rap
- 2010: Trunk Muzik 0-60
- 2017: Catfish Billy x Cub Cook Up Boss (als Catfish Billy, mit Cook Up Boss)

### Singles als Leadmusiker
- 2010: Pop the Trunk (US: Gold)
- 2010: I Just Wanna Party (feat. Gucci Mane)
- 2011: Daddy’s Lambo (US: Gold)
- 2011: Hard White (Up in the Club) (feat. Lil Jon)
- 2011: Let’s Roll (feat. Kid Rock) (US: Gold)
- 2014: Box Chevy V
- 2014: Honey Brown
- 2014: Till It’s Gone (US: Platin)
- 2015: Whiskey in a Bottle
- 2015: American You
- 2015: Best Friend (feat. Eminem) (US: Platin)
- 2016: Daylight
- 2016: Shadows (feat. Joshua Hedley)
- 2017: Row Your Boat
- 2017: Punk (feat. Travis Barker und Juicy J)
- 2017: Get Mine (feat. Kid Rock)
- 2019: TM3
- 2019: Catfish Billy 2
- 2019: Unnatural Born Killer
- 2019: Opie Taylor
- 2019: You and Me (US: Gold)
- 2022: Make Me a Believer (mit Shooter Jennings)
- 2022: Rock & Roll Baby (mit Shooter Jennings)
- 2022: Jump Out the Window (mit Shooter Jennings)
- 2024: Everything
- 2024: Make You Love Me
- 2024: New Me
- 2024: Trailer in the Sky (feat. Jelly Roll)

### Singles als Gastmusiker
- 2009: I Run (mit Slim Thug)
- 2009: Mixin’ Up the Medicine (mit Juelz Santana)
- 2010: You Ain’t No DJ (mit Big Boi)
- 2011: Worldwide Choppers (mit Tech N9ne, Ceza, JL B.Hood, U$O, Twista, Busta Rhymes, D-Loc und Twisted Insane, US: Platin)
- 2011: Let’s Go (mit Travis Barker, Lil Jon, Busta Rhymes und Twista)
- 2012: 1 Train (mit A$AP Rocky, Kendrick Lamar, Joey Bada$$, Danny Brown, Action Bronson & Big K.R.I.T.)
- 2016: Out of Control (mit Travis Barker)
- 2023: Unlive (mit Jelly Roll)

## Auszeichnungen für Musikverkäufe
| Goldene Schallplatte - Dänemark - 2023: für die Single Till It’s Gone | Platin-Schallplatte - Neuseeland - 2021: für die Single Till It’s Gone - 2024: für das Album Love Story |

Anmerkung: Auszeichnungen in Ländern aus den Charttabellen bzw. Chartboxen sind in ebendiesen zu finden.
| Land/RegionAuszeichnungen für Musikverkäufe (Land/Region, Auszeichnungen, Verkäufe, Quellen) | Gold     | Platin     | Verkäufe  | Quellen              |
| -------------------------------------------------------------------------------------------- | -------- | ---------- | --------- | -------------------- |
| Dänemark (IFPI)                                                                              | Gold1    | —          | 45.000    | ifpi.dk              |
| Neuseeland (RMNZ)                                                                            | —        | 2× Platin2 | 45.000    | radioscope.co.nz NZ2 |
| Vereinigte Staaten (RIAA)                                                                    | 6× Gold6 | 3× Platin3 | 6.000.000 | riaa.com             |
| Insgesamt                                                                                    | 7× Gold7 | 5× Platin5 |           |                      |